# 龙溪河
龙溪河，是中国长江流域的一条河流，汇入长江上游左岸。河长180千米，流域面积3256平方千米，年均流量54立方米每秒。自然落差300米。水能理论蕴藏量10万千瓦。